# لانهام-سابروک (مریلند)
لانهام-سابروک (به انگلیسی: Lanham-Seabrook) شهری در ایالت مریلند کشور ایالات متحده آمریکا است که جمعیت آن در سرشماری سال ۲۰۱۰ میلادی، ۱۰٬۱۵۷ نفر بوده‌است.